# 柯灵顿采石场
柯灵顿采石场是牛津郡柯灵顿以西的特殊科學價值地點，占地3.1公頃（7.7英畝）。它是地质保护审查站点，为7.4公頃（18英畝）的柯灵顿采石场自然保护区的一部分。
英国是世界上仅有的五个中侏罗纪哺乳动物遗址，其中这一废弃的采石场有着最为丰富且多样化的物种，并可追溯到大约一亿五千万年前的上巴通期，并且是林纹石灰石层的一部分。 有九种獸亞綱的动物和原兽亚纲以及三瘤齒獸科的物种。此外，这里还发现了兽脚亚目恐龙、鳄目、翼龍目以及鱼类和鲨鱼牙齿的化石。